# Hon (Libia)
Hon, (meno correttamente Hun e Houn) in arabo هون‎?, è una città della Libia centrale, nella regione del Fezzan, capoluogo del distretto di Giofra.

## Geografia
La città si trova al centro di una oasi, circa a metà strada tra Sebha e Sirte sulla costa mediterranea. La città moderna risale a circa 150 anni fa. Il nome originale della città era Miskan, che si trova a 4 km a sud-est della città moderna, e risale a circa 500 anni fa. 
Gli insediamenti abitati più vicino sono i paesi di Ueddan e Socna che sono rispettivamente 20 km a est e 15 km a ovest. Nel paese di Ueddan vi è un ksar in rovina e un paio di moschee. Tutte queste tre città sono caratterizzate da abbondanza di sorgenti d'acqua e palme. Il paesaggio intorno Hon consiste principalmente di montagne di basalto nero. A Hon si trova la Base aerea di Al Jufra.

## Storia
Durante il periodo di occupazione italiana della Libia, nel 1930 operava la 12ª Squadriglia della Regia Aeronautica e fu costituito (1934) il Governatorato Generale della Libia formato dalla Tripolitania e dalla Cirenaica che successivamente (1939) fu annesso al Regno d'Italia. La parte a sud (Fezzan) non faceva parte del Regno d'Italia, ma formava un territorio detto Territorio del Sahara Libico o Territorio Militare del Sud che aveva in Hun il suo capoluogo, nonché sede di un comando militare del Regio Esercito che aveva il compito di governare la regione. Al 10 giugno 1940 era sede dell'Aviazione Sahariana della Regia Aeronautica (tra cui la 26ª Squadriglia che vi operava nel luglio 1942).